# Csanytelek
Csanytelek es un pueblo húngaro perteneciente al distrito de Csongrád en el condado de Csongrád, con una población en 2012 de 2755 habitantes.
Se conoce su existencia desde 1075. El rey Geza I donó la localidad a una abadía y el pueblo fue propiedad de la iglesia hasta el siglo XV.
Se ubica junto a la orilla occidental del río Tisza, unos 10 km al sur de la capital distrital Csongrád.